# Japanske øhav
Det japanske øhav (日本列島 Nihon Rettou) (eller japanske hjemmeøer, japanske arkipelag eller japanske øgruppe), der udgør landet Japan, strækker sig omtrent fra nordøst til sydvest langs den nordøstlige kyst af det eurasiske fastland, og ligger på Stillehavets nordvestlige kyster. Det er sammensat af øerne fra Sakhalinøbuen og den Nordøstlige Japan bue.
Udtrykket Hjemøerne blev brugt i slutningen af 2. verdenskrig til at definere det område af Japan, hvor suveræniteten og det forfatningsmæssige styre var fra kejseren, som ville være begrænset. Udtrykket er også almindeligt anvendt i dag for at skelne øhavet fra Japans kolonier og andre områder i første halvdel af det 20. århundrede, men er ikke brugt i forhold til landet som det eksisterer i dag.

## Ødele
Øgruppen består af 6.852 øer ("ø" er defineret som land med mere end 100 meter i omkreds), hvoraf 430 er beboede. De fire hovedøer, som anført i faldende rækkefølge fra nord til syd, er:
1. Hokkaido
2. Honshu
3. Shikoku
4. Kyushu

## Eksterne links
37°30′52″N 137°42′44″Ø / 37.51444°N 137.71222°Ø: massens centrum